# Sclerochiton kirkii
Sclerochiton kirkii là một loài thực vật có hoa trong họ Ô rô. Loài này được (T. Anderson) C.B. Clarke miêu tả khoa học đầu tiên năm 1899.